# タッチおじさん
タッチおじさんとは、1994年～2000年にかけて富士通のテレビCM等に登場したマスコット。
キャラクターの声は大阪弁であり、坂田利夫が担当した。

## 来歴
1994年秋に初登場。当時は「タッチくん」と呼ばれていたが、1995年春に「タッチおじさん」に改名された。
1995年の日経流通新聞調べの「1995年に活躍した（CMの）キャラクター」ランキング4位。
幅広い世代に人気を集め、キャラクター商品等も多数販売されていた。パソコンの電子メールクライアントになって登場していた時もある。

## 設定・特徴
- 大阪生まれの大阪育ち
- 推定年齢48歳
- 機械オンチ
- 眼鏡をかけている
- 髪の毛が2本
- ちょび髭がある
- 家族にタッチおばさん（1998年、Windows 98商戦期に初登場。妻、42歳。3サイズは上から98・98・98（Windows 98にちなんでいる）。趣味はカラオケ、通販、ワイドショー。好きな俳優はチョウ・ユンファ）、タッチ子（娘、平成2年12月12日生まれ。）、ペットにタッチ（メス犬）がいる。

## タッチおじさんわーるど
富士通のホームページには「タッチおじさんわーるど」というページも開設された。このページではゲームが出来たり、タッチおじさんのプロフィールなども見ることができた。2001年8月31日にこのページは閉鎖された。

## タッチおじさんメール
PostPetのタッチおじさん版にあたる。部屋の雰囲気を変えることが出来たり、タッチおじさんの性格を変えることが出来たり、もちろん電子メールクライアントとして使うことができる。
「タッチおじさんメール」は市販されず、Infoweb会員に無料配布されたり、FMV DESKPOWERにプリインストールされていた。